# Delfino Pescara 1936
Delfino Pescara 1936 là câu lạc bộ của Ý hiện đang thi đấu tại giải Lega Pro. Câu lạc bộ này từng thi đấu tại Serie B nhưng rồi cũng xuống hạng 5 lần.